# Mihály Károlyi
Dans le nom hongrois Károlyi Mihaly, le nom de famille précède le prénom, mais cet article utilise l’ordre habituel en français Mihaly Károlyi, où le prénom précède le nom.
Pour les articles homonymes, voir Károlyi.
Le comte Mihály Károlyi de Nagykároly (en hongrois nagykárolyi gróf Károlyi Mihály) né le 4 mars 1875 à Budapest et mort le 19 mars 1955 à Vence, est un homme d'État hongrois. D'octobre 1918 à mars 1919, il dirige la Hongrie comme Premier ministre puis comme président de la République.

## Biographie
Né en 1875, Mihály Károlyi est le fils aîné de la branche principale de l'une des plus importantes familles de Hongrie. Il ne débute en politique qu'en 1909 en succédant à contrecœur à son oncle Sándor Károlyi dirigeant de la puissante Association nationale agrarienne hongroise, qui regroupe les grands propriétaires terriens. En 1913, il devient directeur exécutif d'une des deux grandes formations dominant alors la vie politique hongroise, le « Parti de l’indépendance et de 48 » se réclamant des idées de Lajos Kossuth, auquel s’opposait le Parti du travail (ancien Parti libéral) dirigé par István Tisza, fidèle au Compromis austro-hongrois de 1867 qui établit la double-monarchie d'Autriche-Hongrie.
Quand décède Ferenc Kossuth, le fils du grand révolutionnaire, Károlyi le remplace comme président du parti indépendantiste le 28 mai 1914. Il incarne alors le courant pacifiste (notamment après la scission de la tendance pro-germanique d'Albert Apponyi en 1916) favorable à la démocratie libérale : à la veille de la guerre, c'est sous sa présidence que s'établit le Conseil national hongrois, qui regroupe le « Parti Károlyi », le Parti social-démocrate et le Parti radical.
C'est ce Conseil qui va devenir la base institutionnelle du nouveau régime républicain à la fin de la Première Guerre mondiale. Károlyi prend la tête du gouvernement de la Hongrie le 30 octobre 1918 au cours de l'épisode de la révolution des Asters. Le 16 novembre, il proclame la République, mais doit composer avec les conditions imposées par les Alliés, notamment l'amputation des deux tiers du territoire de la Hongrie austro-hongroise au profit des pays voisins (Burgenland à l'Autriche, Haute-Hongrie slovaque et Ruthénie ukrainienne à la Tchécoslovaquie, Transylvanie et Banat à la Roumanie, Croatie, Bácska et Voïvodine au Royaume des Serbes, Croates et Slovènes).
Le 11 janvier 1919, Mihály Károlyi est proclamé président de la République démocratique hongroise avec Dénes Berinkey à la tête du gouvernement. Le 20 mars, le chef de la mission militaire de la Triple-Entente, Fernand Vix, remet à Károlyi une note (dite note Vix) exigeant sous vingt-quatre heures un nouveau recul de l'armée hongroise, qui doit évacuer une nouvelle zone d'environ 100 km dans le Körösvidék, comprenant notamment le comitat de Bihar et ses environs. Ne pouvant accepter pareil ultimatum, Károlyi et Berinkey démissionnent. Károlyi annonce alors son intention de former un nouveau gouvernement social-démocrate, mais une proclamation signée de son nom circule aussitôt, annonçant que le président « transmet le pouvoir au prolétariat ». Károlyi niera toujours avoir rédigé et signé cette note.
Le 21 mars 1919, les communistes, avec Béla Kun à leur tête, proclament la République des conseils de Hongrie. Soutenue par la France et le Royaume-Uni, une coalition antibolchévique se forme contre Béla Kun : un contre-gouvernement (présidé par Gyula Peidl, puisque Károlyi est démissionnaire) s'installe à Szeged, avec l'ex-amiral Miklós Horthy comme ministre de la Guerre (en), et avec les troupes franco-roumaines, franco-serbes et tchéco-slovaques présentes en Hongrie, qui, en trois mois et demi de combats, mettent fin à la République des conseils.
En mars 1920, huit mois après la chute de la République des conseils, l'amiral Horthy est élu régent du Royaume de Hongrie restauré, Károlyi n'occupant dès lors plus aucune fonction officielle, à l'instar d'Alexandre Kerenski auquel on le comparera souvent. En août 1947, il accepte la direction de la légation de Hongrie à Paris, mais en apprenant l’arrestation de László Rajk, il démissionne le 2 juin 1949, rompt avec le régime communiste et demande l'asile politique à la France. Il meurt en 1955, à Vence.

## Hommages
À partir des années 1960 jusqu'à la fin de la République populaire de Hongrie en 1989, Mihály Károlyi est considéré officiellement comme un héros national.

## Œuvres
Il est auteur de Faith Without Illusion, publié à Londres en février 1956. Sa femme, la comtesse Catherine Andrássy, écrivit ses Mémoires sous le titre On m'appelait la comtesse rouge (Paris-Budapest, 1980).

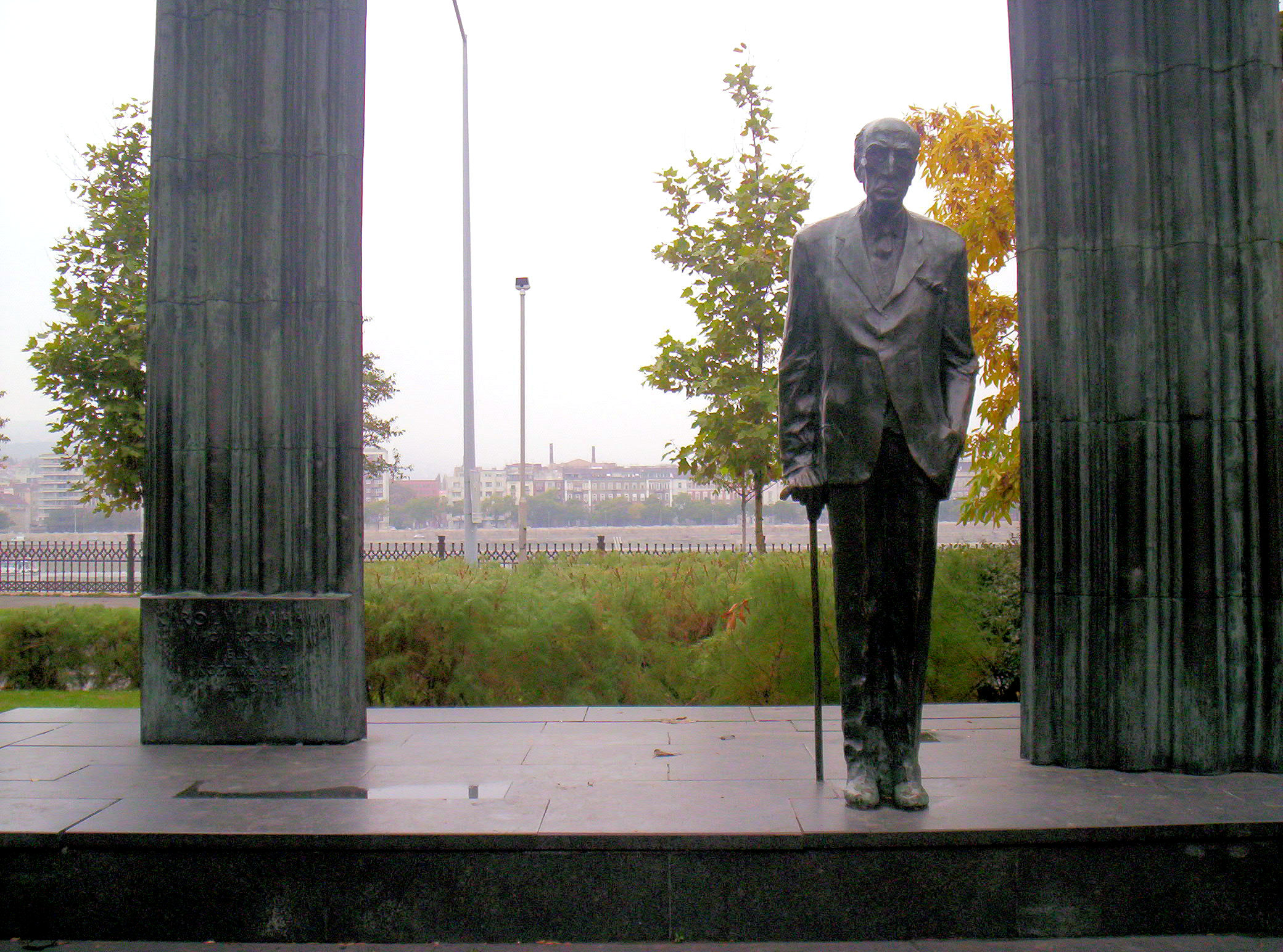
Statue de Mihály Károlyi par Imre Varga érigée à côté du Parlement en 1975.